# Acerataspis cruralis
Acerataspis cruralis är en stekelart som beskrevs av Chiu 1962. Acerataspis cruralis ingår i släktet Acerataspis och familjen brokparasitsteklar. Inga underarter finns listade i Catalogue of Life.